# Upsilon3 Eridani
Upsilon 3 Eridani (υ3 Eridani / υ3 Eri, 42 Eridani) è una stella nella costellazione dell'Eridano di magnitudine +3,97, distante 296 anni luce dal sistema solare.

## Osservazione
Posta alla declinazione di 34°S, è una stella dell'emisfero australe. Nell'emisfero boreale essa non può essere osservata a nord del 56º parallelo, il che esclude buona parte del Canada, della Russia e l'Europa settentrionale. Nelle zone temperate dell'emisfero boreale, essa comunque apparirà molto bassa sull'orizzonte e la sua osservazione risulterà penalizzata. Diventa circumpolare solo alle latitudini più meridionali del parallelo 56°S, cioè nel continente antartico. Data la sua magnitudine pari a 3,95, la si può osservare anche dai piccoli centri urbani senza difficoltà, sebbene un cielo non eccessivamente inquinato sia maggiormente indicato per la sua individuazione.

## Caratteristiche fisiche
La stella è una gigante arancione di tipo spettrale K4III che ha ormai terminato l'idrogeno all'interno del suo nucleo da trasformare in elio, e si è trasformata in gigante espandendosi fino ad avere un raggio 54 volte quello solare. La sua luminosità è quasi 500 volte maggiore di quella del Sole e la sua magnitudine assoluta è −0,82 in luce visibile, ma, data la sua bassa temperatura superficiale, la stella emette la sua radiazione soprattutto nell'infrarosso, arrivando ad avere una magnitudine assoluta di −4,8 nella banda K.